# Памятник Марко Поло
Памятник Марко Поло (монг. Марко Пологийн хөшөө) — памятник венецианскому купцу и юаньскому чиновнику Марко Поло, располагающийся в центре столицы Монголии, Улан-Батора.

## История
Памятник был возведён по эскизу скульптора Б. Дэнзэна частично на деньги городского бюджета, частично — на частные пожертвования. Он был установлен в мини-сквере перед зданием «Сэнтрал Тауэр», располагающемся с восточной стороны площади Чингисхана, церемония открытия памятника, имевшая место 5 декабря 2011 года, была приурочена к столетнему юбилею дипломатической службы страны. Необходимость установки памятника иностранному послу в самом центре столицы, неподалёку от Дворца правительства, вызвала непонимание некоторых горожан.

## Описание
Статуя располагается на постаменте. Поло одет в доспехи европейского образца; на его правом плече сидит охотничий сокол.